# Goascorán (rivière)
Pour l’article homonyme, voir Goascorán.
La rivière Goascorán ou Río Goascorán est une rivière dans le Honduras et le Salvador qui divise les deux pays.

## Source
- (en) Cet article est partiellement ou en totalité issu de l’article de Wikipédia en anglais intitulé « Goascorán River » (voir la liste des auteurs).